# Revista Mexicana de Ingenieria Quimica
Revista Mexicana de Ingenieria Quimica, abgekürzt Rev. Mex. Ing. Quim., ist eine wissenschaftliche Fachzeitschrift, die von der Universidad Autónoma Metropolitana Iztapalapa veröffentlicht wird. Die Zeitschrift erscheint mit drei Ausgaben im Jahr. Es werden Arbeiten veröffentlicht, die sich dem chemischen Ingenieurwesen beschäftigen.
Der Impact Factor lag im Jahr 2014 bei 0,569. Nach der Statistik des ISI Web of Knowledge wird das Journal mit diesem Impact Factor in der Kategorie angewandte Chemie an 59. Stelle von 72 Zeitschriften und in der Kategorie chemische Ingenieurwissenschaften an 107. Stelle von 135 Zeitschriften geführt.